# مارتینیز
مارتینیز (به انگلیسی: The Martinis) یک گروه موسیقی راک امریکایی است که در سال ۱۹۹۳ در لس انجلس، کالیفرنیا تشکیل شد. این گروه از گیتاریست گروه پیکسیز، جوی سانتیاگو و همسرش لیندا مالاری که هر دو از نزاد فیلیپینی بودند، تشکیل شد. آنها یک آلبوم تحت ناشری به نام کوکینگ وانیل منتشر کرده‌اند. یکی از ترانه‌های این گروه تحت عنوان آزاد (Free) در فیلم Empire Records مورد استفاده قرار گرفته و بخشی از موسیقی زمینه آلبوم محسوب می‌شود.